# 维莱昂科希
维莱昂科希（法語：Villers-en-Cauchies，法語發音：[vilɛʁ ɑ̃ koʃi]）是法国上法兰西大区北部省的一个市镇，位于该省中部偏东南，属于康布雷区。

## 地理
维莱昂科希（50°13'33"N, 3°24'3"E）面积8.94 平方千米，位于法国上法蘭西大區北部省，该省份为法国最北部的省份及最长的省份，西北濒北海，西接加来海峡省，南至埃纳省和索姆省，东与比利时接壤。
与维莱昂科希接壤的市镇（或旧市镇、城区）包括：阿斯普尔、阿韦讷莱索贝尔、阿韦讷勒塞克、伊维、略昂康布雷西、圣欧贝尔、索尔祖瓦尔。

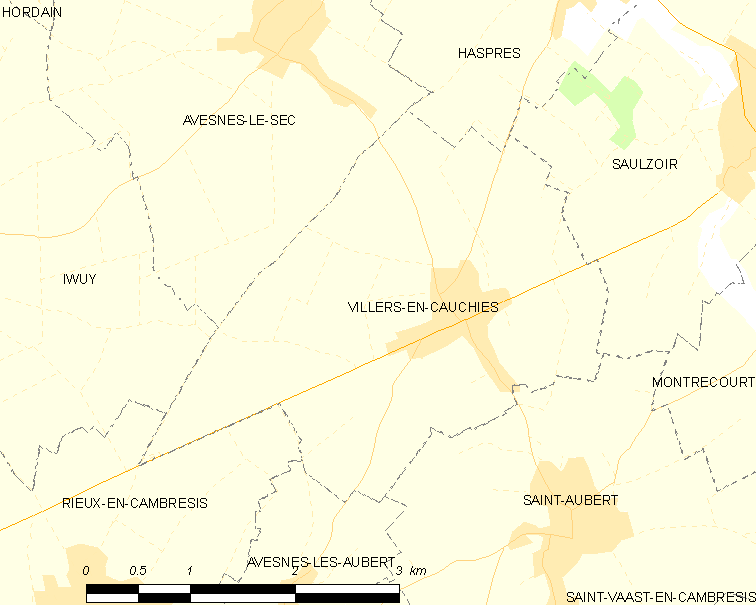
维莱昂科希的OSM定位图

维莱昂科希的时区为UTC+01:00、UTC+02:00（夏令时）。

## 行政
维莱昂科希的邮政编码为59188，INSEE市镇编码为59622。

## 政治
维莱昂科希所属的省级选区为科德里县。

## 人口

1962-2008年间维莱昂科希人口变化图示

维莱昂科希于2022年1月1日时的人口数量为1148人。